# 아니메페스트
아니메페스트는 체코, 유럽에서 가장 오래된 애니메이션 컨벤션이다.
아니메페스트는 2004년에 처음 개최되었다. 이 행사는 브르노 오타쿠(Brněnští Otaku)가 처음에는 자유로운 오타쿠 그룹으로 조직했으며, 여전히 조직하고 있다. 시간이 지나면서 컨벤션이 너무 커져 더 나은 조직을 위해 2007년에 시민 단체인 브르노 오타쿠가 설립되었다.
아니메페스트는 체코에서 열리는 두 개의 가장 큰 컨벤션 중 하나로, 7월에 프라하에서 열리는 아드비크(Advík)와 비슷한 수의 방문객을 가진다.
아니메페스트는 애니메이션 뮤직 비디오 대회를 개최하며, 이 대회의 주요 상품은 토토로 봉제 인형이다. 이 대회는 아니메페스트 첫 해부터 매년 개최되며, 이 때문에 대부분의 체코 AMV 제작자들에게 올해의 주요 행사로 여겨진다. 2010년부터 2016년까지 아니메페스트 코스프레 대회는 유로코스프레(EuroCosplay) 행사의 일부였다. 2017년부터는 그룹 코스프레 대회가 클라라 카우 코스프레 컵(Clara Cow's Cosplay Cup)의 예선전이 되었다. 2018년부터 아니메페스트 코스프레 대회는 유럽 코스프레 갤러링(European Cosplay Gathering, Extreme Cosplay Gathering)의 일부가 되었다. 2024년부터 아니메페스트 코스프레 대회는 세계 코스프레 서밋의 일부이다.
아니메페스트는 이탈리아에서 코미콘(Comicon)이 주최하고 에트나 코믹스(Etna Comics)가 진행하는 국제 행사인 유럽 K-팝 댄스 대회의 체코 공식 선정 대회이다.
1. ↑  “EuroCosplay 2010 information”. MCM Expo Group. 2010년 10월 18일에 원본 문서에서 보존된 문서. 2010년 10월 20일에 확인함.